# Сідней Паркінсон
Сідней Паркінсон (шотл. Sidni Parkinson, англ. Sydney Parkinson; 1745, Единбург – 26 січня 1771, Джакарта) – шотландський ботанічний ілюстратор і художник з природної історії. Перший європейський художник, який відвідав Австралію, Нову Зеландію та Таїті.

## Біографія
Сідней Паркінсон народився 1745 року в Единбурзі. Паркінсон був найнятий Джозефом Бенксом для поїздки з ним у першу подорож Джеймса Кука в Тихий океан в 1768 році на «HMS Endeavour». Паркінсон зробив майже тисячу малюнків рослин і тварин, зібраних Бенксом і Деніелом Соландером під час подорожі. Йому доводилося працювати у важких умовах, жити і працювати в маленькій каюті, оточеній сотнями примірників. На Таїті його мучили зграї мух, які поїдали фарбу, поки він працював. Він помер у морі по дорозі в Кейптаун від дизентерії, підхопленої на Принцевому острові біля західного краю Яви. Бенкс виплатив свою непогашену зарплату братові.
Перед своїми подорожами Паркінсон навчав ілюстрації Енн Лі, дочка Джеймса Лі з гаммерсмітського розплідника, для якого він робив ілюстрації. У своєму заповіті Паркінсон залишив «Будь-яке начиння, яке стане в нагоді в живопису або малюванні, дочки містера Лі, моєї вченої».
Паркінсон увічнений в загальному і науковому назві Паркінсонівського Буревісника «Procellaria parkinsoni». Великий флорілегіум його роботи був остаточно опублікований в 1988 році видавництвом «Alecto Historical Editions» в 35 томах і з тих пір був оцифрований музеєм природної історії в Лондоні.
У 1986 році він був удостоєний честі на поштовій марці із зображенням його портрета, випущеної Australia Post.

## Галерея

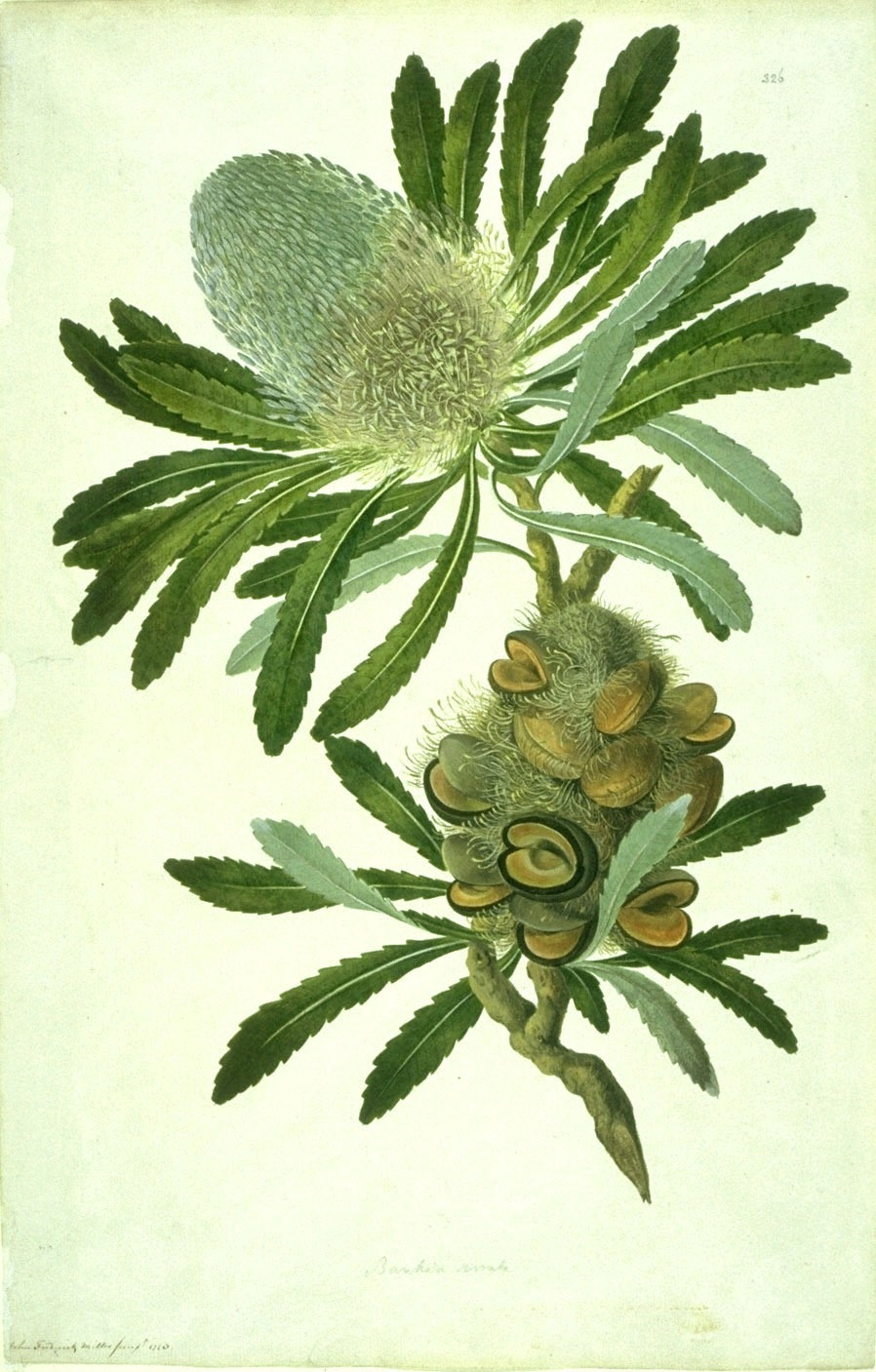
Banksia serrata
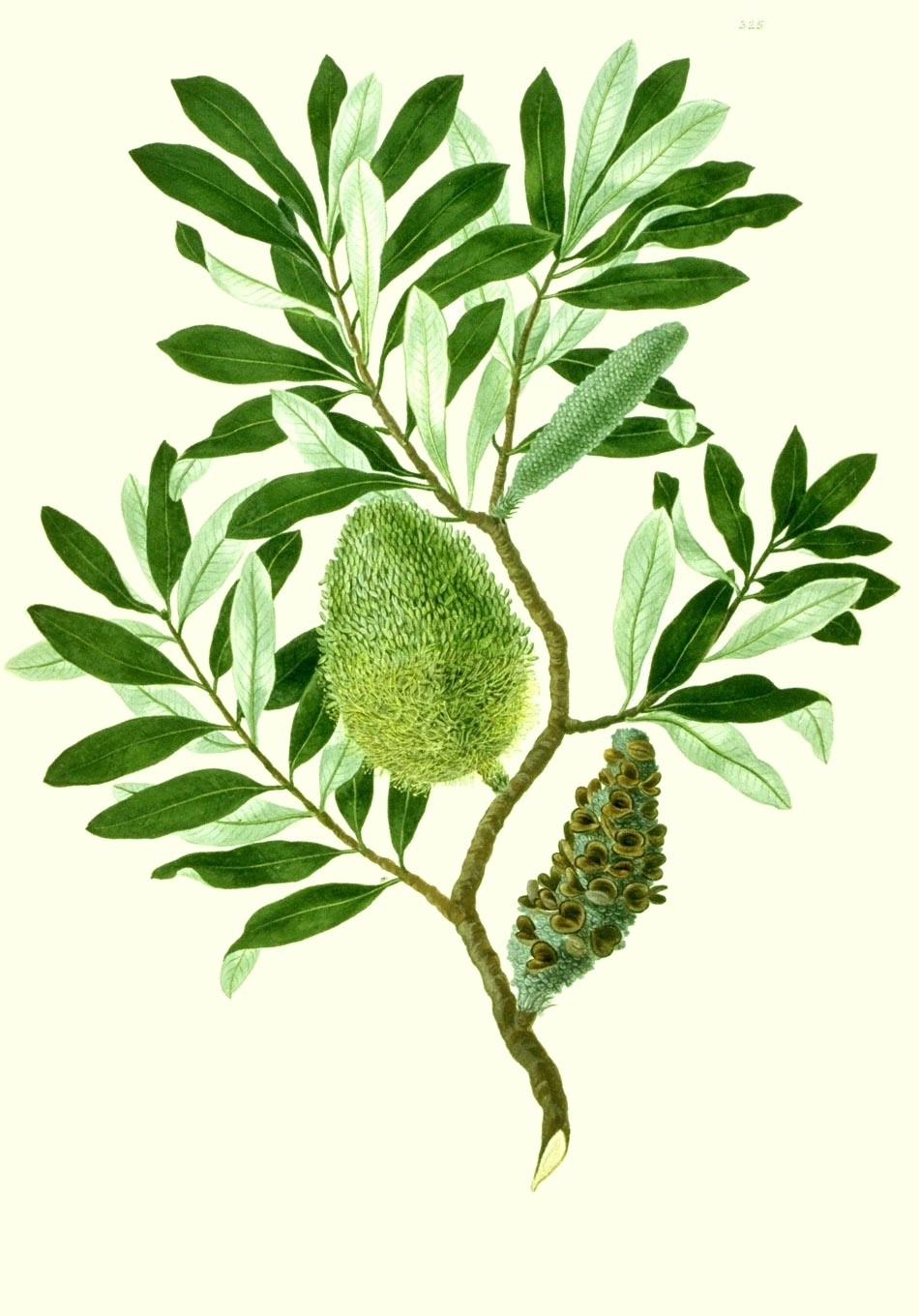
Banksia integrifolia
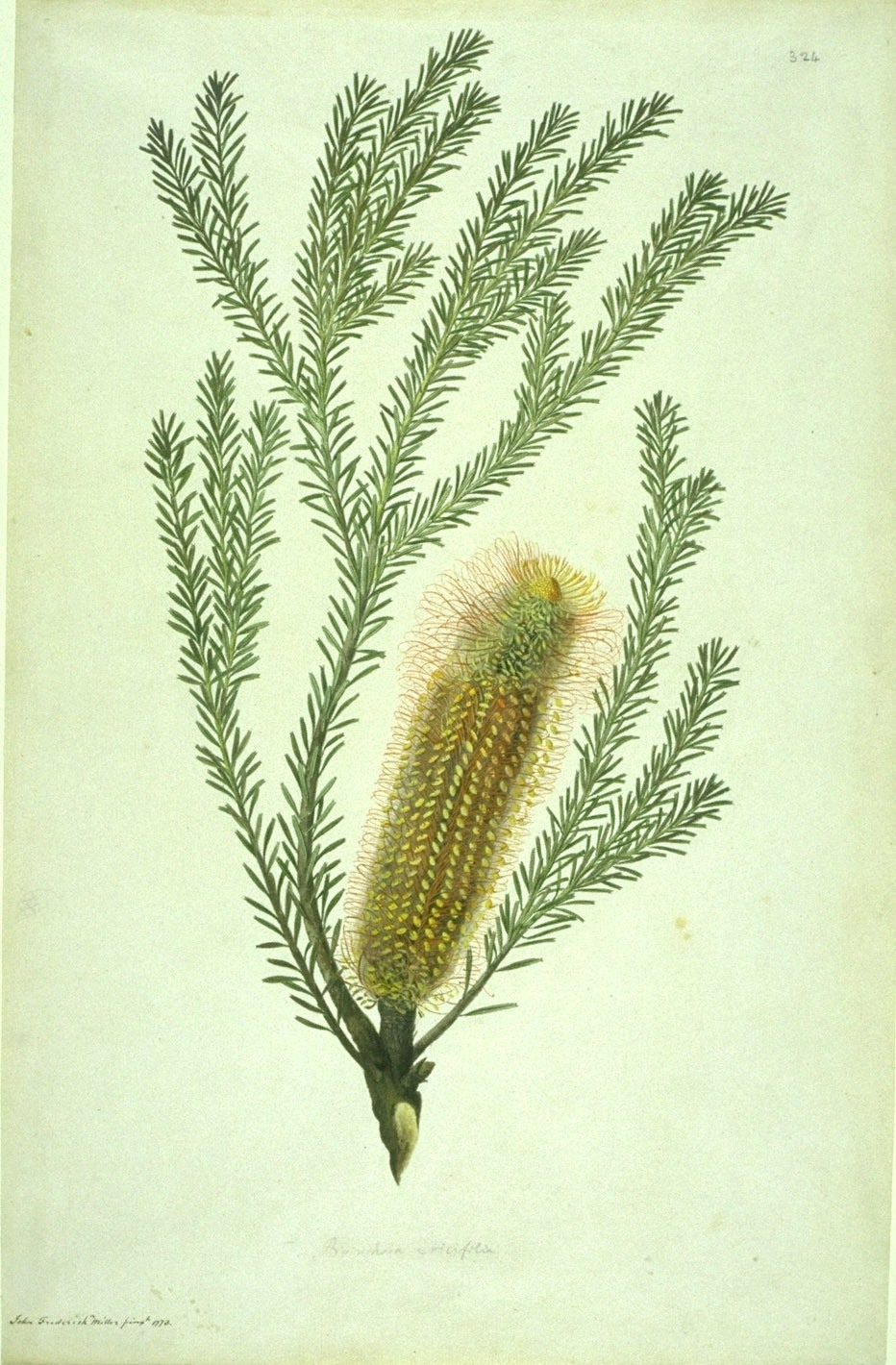
Banksia ericifolia
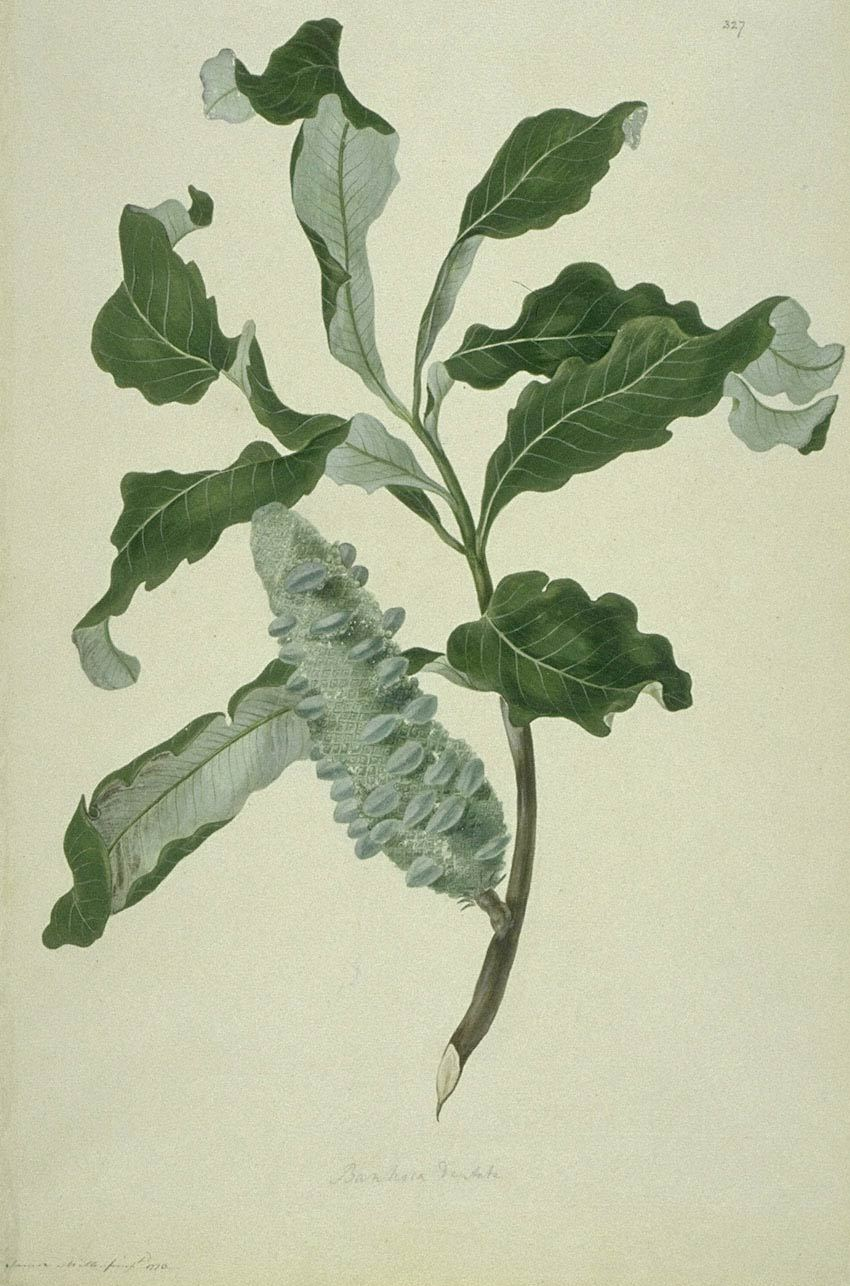
Banksia dentata

## Дв. також
- Мистецтво Австралії